# Râul Clopodia
Râul Clopodia este un afluent al râului Moravița. 
1. ↑  Geographic Names Server, 11 iunie 2018